# گلن گولد
گلِن هربرت گولد (به انگلیسی: Glenn Herbert Gould) (زادهٔ ۲۵ سپتامبر ۱۹۳۲ – درگذشتهٔ ۴ اکتبر ۱۹۸۲) نوازندهٔ پیانو اهل کانادا بود. او از مشهورترین و پرآوازه‌ترین نوازندگان پیانو قرن بیستم شناخته می‌شود که عمدتاً به‌خاطر تأویل‌هایش از آثار یوهان سباستیان باخ به این شهرت رسید.
ویژگی منحصربه‌فرد نوازندگی گولد دقت تکنیکیِ بالا و شیوایی در بیان ساختار پلی‌فونیک موسیقی باخ است.
او به اکثر آثار موسیقایی دورهٔ رمانتیک ازجمله لیست، شومان، و شوپن بی‌اعتنایی می‌کرد.
اگرچه بیشتر ضبط‌هایش از موسیقی باخ بود ولی رپرتوار گسترده‌ای نیز داشت که شامل بتهوون، هایدن و برامس می‌شد، از دوران پیش از باروک آهنگسازانی همچون سویلینک، گیبونس، و برد، و از موسیقی قرن بیستم هیندمیت، شونبرگ و اشتراوس را در بر می‌گرفت.
گولد به خاطر رفتارهای عجیب و نامتعارفش نیز معروف است، از تأویل‌گری‌های غیرمعمولش گرفته تا حرکاتی که هنگام نوازندگی پشت کیبورد انجام می‌داد و زندگی و رفتار شخصی‌اش.
از ۳۱ سالگی صحنهٔ کنسرت را رها کرد تا بر روی ضبط در استودیو و پروژه‌های دیگر تمرکز کند. او در مجله‌های موسیقی نویسندهٔ پرکاری بود و در آن‌ها دربارهٔ تئوری موسیقی و فلسفهٔ موسیقایی خودش می‌نوشت.
گلِن گولد به‌عنوان یک آهنگساز، کمتر برجسته بود و خیلی از این پروژه‌ها را ناتمام باقی گذاشت.
او، علاوه بر نوازندگی پیانو، به رهبری ارکستر و تهیه و اجرای برنامه‌های رادیویی و تلویزیونی و نوشتن دربارهٔ موسیقی نیز می‌پرداخت.
سبک کار او اغلب غیرمتعارف بود و گاه با انتقاد روبه‌رو می‌شد. در بعضی از اجراها، برخلاف اصل اثر، با صدای خود کارِ نوازندگی را همراهی می‌کرد.

## زندگی

### کودکی
نام پدر او راسل هربرت گولد و مادرش فلورنس اِما گولد بود. پدربزرگ مادری اش عموزادهٔ آهنگساز نروژی ادوارد گریگ می‌شد.
علاقه و استعداد گولد به موسیقی خیلی زود معلوم شد. والدینش هر دو اهل موسیقی بودند. مخصوصاً مادرش که گلن را به خاطر پیشرفت‌های اولیه اش در موسیقی تشویق می‌کرد. قبل از به دنیا آمدنش، مادرش قصد داشت او را به یک موسیقیدان موفق تبدیل کند، به همین دلیل از دوران حاملگی سعی داشت گلن را با موسیقی آشنا کند. در سه سالگی، گوش موسیقی اش کشف شد. او حتی قبل از اینکه بتواند خواندن و نوشتن کلمات را بیاموزد، خواندن نت‌های موسیقی را فراگرفت. گفته می‌شود گولد جوان وقتی پشت پیانو می‌نشست و تک نتی را می‌نواخت، برای مدتی طولانی تا لحظهٔ خوابیدن کامل صدای نت کاملاً به صدای آن متمرکز می‌شد، کاری که پدرش می‌گفت بچه‌های معمولی انجام نمی‌دهند.
علاقهٔ گولد به پیانو هم‌زمان با علاقه اش به آهنگسازی بیشتر می‌شد. او قطعات کوچک تصنیفی خودش را برای خانواده، دوستان و حتی گردهمایی‌های بزرگ‌تر (همچون در سال ۱۹۳۸ در کلیسایی در نزدیکی خانه‌شان) اجرا می‌کرد.
در شش‌سالگی در کنسرتی از یک نوازندهٔ مشهور شرکت کرد که تأثیر عمیقی بر وی گذاشت. او بعداً تجربه‌اش را شرح داد:

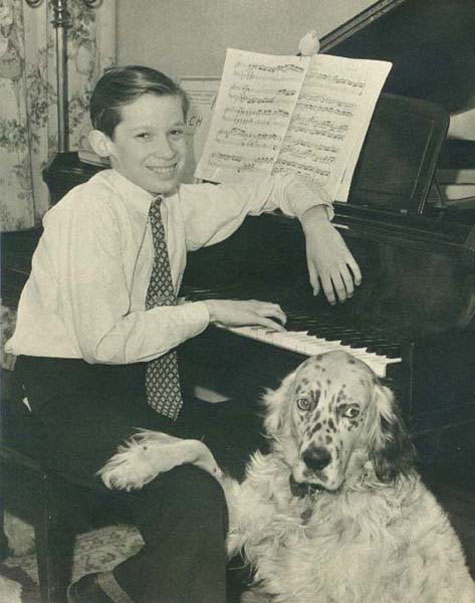
گلن گولد، فوریهٔ ۱۹۴۶ با طوطی‌اش «موتسارت» و سگ انگلیسی‌اش

هوفمان بود که می‌نواخت. فکر می‌کنم آخرین اجرایش در تورنتو بود، و احساس غیر فابل وصفی در من ایجاد می‌کرد.
تنها چیزی که می‌توانم به خوبی از آن به یاد آورم این بود که وقتی داشتند با ماشین مرا به خانه برمی‌گرداندند، من در حالت شگفت‌انگیز نیمه هشیاری بسر می‌بردم که در آن می‌توانستم همهٔ صداهای لذت بخشی را که در ذهنم گذر می‌کرد بشنوم. تمام آن صداها ارکستری بودند، ولی این من بودم که همهٔ آن‌ها را می‌نواختم، و ناگهان من دیگر هافمن بودم. مسحور شده بودم.

به‌عنوان یک کودک، مادرش به او درس پیانو می‌داد. در ۱۰سالگی در کنسرواتوار موسیقی تورنتو حاضر می‌شد. تئوری موسیقی را از ژوزف اسمیت، ارگ را از سیلوستر و پیانو را نزد گررو فرامی‌گرفت.
گولد توانست تکنیکی به‌دست آورَد که او را توانا می‌ساخت که هم‌زمان با رعایت فاصلهٔ دقیق نت‌ها و وضوح آن‌ها با تمپوی خیلی سریع بنوازد. مسلماً موقعیت کم ارتفاعی که صندلی مخصوصش به وجود می‌آورد به او اجازه می‌داد کنترل بیشتری بر روی کیبورد داشته باشد.

### گولد پیانیست
گولد اظهار داشته است که او تقریباً هیچ وقت روی پیانو تمرین نکرده است؛ او برای مطالعه در موسیقی خواندن آن را به نواختن آن ترجیح می‌داد و این تکنیکی بود که از گررو آموخته بود. تمرین‌های او بر بیان موسیقایی متمرکز بود و کمتر مکانیکی بود. او ممکن است کنایه‌دار در مورد تمرین کردنش صحبت کرده باشد، ولی به هر حال مدارکی وجود دارد که نشان می‌دهند او به‌سختی تمرین می‌کرده است، و بعضی اوقات خودش مشق‌های خودش را تمرین می‌کرده و تکنیکش را کامل می‌کرده.
او بیان کرده است که نیاز پیانیست‌های دیگر به تمرین مداوم برای تقویت تسلطشان بر ساز برای ساعت‌های طولانی را نمی‌فهمد.
به نظر می‌رسد گولد می‌توانسته است بدون دسترسی به ساز و به‌طور ذهنی تمرین کند. گولد نه‌تنها می‌توانست یک رپرتوار گسترده را از روی حافظه بر روی پیانو اجرا کند بلکه می‌توانست دامنهٔ وسیعی از تنظیم‌های آثاری ارکستری و اپراها برای پیانو را نیز از روی حافظه اجرا کند. او می‌توانست با یک نگاه به حافظه بسپارد و یکبار یکی دوستانش را به چالشی دعوت کرد و از او خواست نام هر قطعه‌ای که می‌خواهد بگوید که او نتواند بلافاصله از روی حافظه بنوازد.
گولد دربارهٔ پیانو گفته است: «سازی نیست که عشق و علاقهٔ خیلی زیادی نسبت به آن داشته باشم… [اما] تمام عمرم این ساز را نواخته‌ام، و بهترین وسیله‌ای است که می‌توانم ایده‌هایم را با آن بیان کنم.»
گولد به داشتن تخیلی واضح و روشن شناخته می‌شد. شنوندگانش بعضی از تأویل‌هایش را دارای خلاقیت هوشمندانه می‌دانستند و برخی دیگر را به‌کلی عجیب و غریب برمی‌شمردند.
پیانونوازی او مخصوصاً در پاساژهای دارای کنترپوان، وضوح، پختگی، و دقت بسیار بالایی داشت.